# Schernfeld
Schernfeld (bairisch Schermfööd) ist eine Gemeinde im oberbayerischen Landkreis Eichstätt. Die Gemeinde ist Mitglied der Verwaltungsgemeinschaft Eichstätt.

## Geografie

### Lage
Schernfeld liegt auf der Hochfläche der Frankenalb sechs Kilometer nordwestlich von Eichstätt.

### Gemeindegliederung
Es gibt 13 Gemeindeteile (in Klammern ist der Siedlungstyp angegeben):
- Birkhof (Dorf)
- Ferdinandsfeld (Einöde)
- Geländer (Einöde)
- Harthof (Weiler)
- Langensallach (Dorf)
- Lohrmannshof (Einöde)
- Rupertsbuch (Pfarrdorf)
- Sappenfeld (Kirchdorf)
- Schernfeld (Pfarrdorf)
- Schönau (Kirchdorf)
- Schönfeld (Pfarrdorf)
- Sperberslohe (Einöde)
- Workerszell (Dorf)

### Nachbargemeinden
| Weißenburg in Bayern | Raitenbuch                                  | Pollenfeld |
| Pappenheim Solnhofen | Kompassrose, die auf Nachbargemeinden zeigt | Eichstätt  |
| Mörnsheim            | Dollnstein                                  |            |

## Geschichte

### Bis zur Gemeindegründung
Der Gemeindeteil Birkhof wurde 1186 erstmals urkundlich erwähnt als Birchach.
Das Amt des Hochstiftes Eichstätt gehörte ab 1500 zum Fränkischen Reichskreis und fiel im Reichsdeputationshauptschluss 1803 mit dem größten Teil des hochstiftischen Gebietes an das Fürstentum Eichstätt des Erzherzogs Ferdinand von Toskana. Seit dem Frieden von Pressburg 1805 gehört der Ort wie weite Teile Frankens zu Bayern (Siehe auch Geschichte Frankens).
Während der Hexenverfolgung im Hochstift Eichstätt wurden mindestens zwei Frauen aus Schernfeld und Langensallach als vermeintliche Hexen angeklagt und 1617 bzw. 1618 zum Tode verurteilt.
Bei Pestausbrüchen starben in den Jahren 1484 und 1649 viele Menschen in Schernfeld.

### Bezirkszuordnung
Mit der Gebietsreform kam die Gemeinde am 1. Juli 1972 mit dem Landkreis Eichstätt von Mittelfranken nach Oberbayern.

### Eingemeindungen
Am 1. Januar 1971 wurden die Gemeinden Sappenfeld, Schernfeld, Schönau und Schönfeld zur neuen Gemeinde Schernfeld zusammengeschlossen. Am 1. Mai 1978 kam Workerszell hinzu.

### Einwohnerentwicklung
Zwischen 1988 und 2018 wuchs die Gemeinde von 2288 auf 3197 um 909 Einwohner bzw. um 39,7 %.
| Jahr      | 1961 | 1970 | 1987 | 1991 | 1995 | 2000 | 2005 | 2010 | 2015 |
| Einwohner | 1904 | 1981 | 2229 | 2572 | 2778 | 2968 | 3118 | 3027 | 3155 |

## Politik

### Gemeinderat
Der Gemeinderat hat 16 Mitglieder:
- CSU/Bürgerliste 7 Sitze
- FREIE WÄHLER / Freie Christliche Wählergemeinschaft (FREIE WÄHLER/FCWG Schernfeld) 9 Sitze[9]

(Stand: Kommunalwahl am 15. März 2020)

### Bürgermeister
Erster Bürgermeister ist seit dem 1. Mai 2020 Bauer Stefan (FREIE WÄHLER/FCWG Schernfeld).

### Wappen
| | Blasonierung: „Unter gespaltenem Schildhaupt, darin vorne in Silber ein durchgehendes rotes Balkenkreuz, hinten in Blau schräggekreuzt ein silbernes Flammenschwert und ein silberner Pfeil, in Rot ein silberner Ammonit.“ |
| Wappenbegründung: Im Zentrum des Wappens befindet sich ein Ammonit – die Versteinerung einer vor etwa 150 Millionen Jahren lebenden Weichtierart – als Hinweis auf die zahlreichen Fossilienfunde in den Jurasteinbrüchen des auf den Höhen der Eichstätter Alb liegenden Gemeindegebiets; im Museum Harthof werden viele dieser Funde ausgestellt. Das Schildhaupt symbolisiert die Kirchenpatrozinien im Gemeindegebiet: Das Kreuz steht für St. Georg in Schernfeld, der Pfeil für St. Sebastian in Sappenfeld sowie für St. Ägidius in Schönfeld, das Flammenschwert schließlich für St. Michael in Rupertsbuch. Die Farbgebung Rot-Silber erinnert an die ehemalige Territorialherrschaft des Hochstifts Eichstätt, die Farben Blau-Silber an das Kloster Rebdorf, das historisch als Grundbesitzer für das Gemeindegebiet von Bedeutung war. Das Wappen wurde von dem Heraldiker Theodor Goerge aus Freising gestaltet und wurde am 15. November 1985 durch die Regierung von Oberbayern genehmigt. | |

## Baudenkmäler

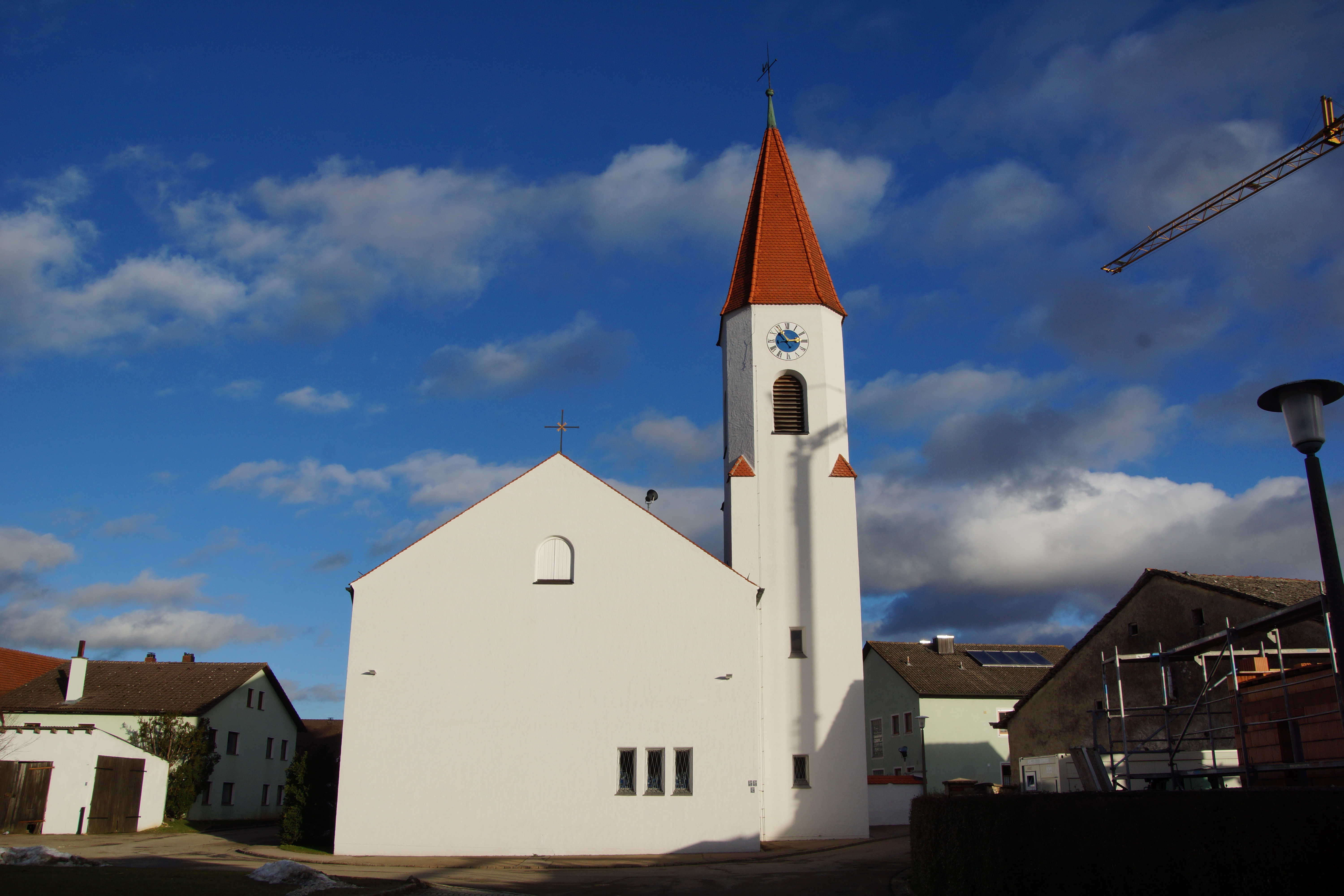
Kirche St. Georg in Schernfeld

- Schernfeld: Neben der Pfarrkirche St. Georg, einem Neubau aus den 1950er Jahren, beherrscht der alte Wasserturm das Ortsbild.
- Schönfeld: Die Erbauungszeit der Kirche St. Ägidius ist nicht bekannt. Chor und Turm wurden im späten 17. Jahrhundert erbaut, das Langhaus wurde 1860 verlängert; im Zuge dieser Umbaumaßnahme wurde die ursprünglich barocke Kirche neuromanisch. Den Hochaltar baute 1726 Meister Jakob Meisler aus Dollnstein unter Wiederverwendung des alten Altarblattes; 1738 kamen von ihm zwei neue Seitenaltäre dazu. Die Altarblätter und zwei Antipendien malte der Eichstätter Künstler Martin Zwicklein (Zwickl). Das Dorf besitzt einen vom Eichstätter Hofbaumeister Maurizio Pedetti 1778 erbauten barocken Pfarrhof.
- Schönau: Ortskapelle Mariä Himmelfahrt

## Wirtschaft und Infrastruktur

### Wirtschaft einschließlich Land- und Forstwirtschaft
Die Gemeindesteuereinnahmen betrugen im Jahr 1999 umgerechnet 1.069.000 €, davon waren umgerechnet 220.000 € (netto) Gewerbesteuereinnahmen.
Im Jahre 1998 gab es nach der amtlichen Statistik im Bereich der Land- und Forstwirtschaft sechs, im produzierenden Gewerbe 221 und im Bereich Handel und Verkehr 50 sozialversicherungspflichtig Beschäftigte am Arbeitsort. In sonstigen Wirtschaftsbereichen waren am Arbeitsort 58 Personen sozialversicherungspflichtig beschäftigt. Sozialversicherungspflichtig Beschäftigte am Wohnort gab es insgesamt 957. Im verarbeitenden Gewerbe gab es keine, im Bauhauptgewerbe sieben Betriebe. Zudem bestanden im Jahr 1999 94 landwirtschaftliche Betriebe mit einer landwirtschaftlich genutzten Fläche von 2547 Hektar, davon waren 1926 Hektar Ackerfläche und 620 Hektar Dauergrünfläche.

### Walderlebniszentrum Schernfeld
Das Walderlebniszentrum Schernfeld ist eine Einrichtung des Amtes für Ernährung, Landwirtschaft und Forsten Ingolstadt, Außenstelle Forsten in Eichstätt. Es wurde 1997 ins Leben gerufen, die Büroräume befinden sich im historischen Forstamtsgebäude in Schernfeld. Im Jahre 2004 wurde das neugebaute Anlaufzentrum Schönwieselhaus im Schernfelder Forst durch Staatsminister Miller eingeweiht. Nahe dem Schönwieselhaus befindet sich eine historische Wolfsgrube in sehr gutem Zustand. Für die Waldbesucher wurden bisher zwei Parcours (der Abenteuerparcours und die Naturentdeckungsreise) angelegt. Ein dritter Weg, besonders für Behinderte, ist schon etliche Jahre in Benützung.

### Bildung
Im Jahre 2012 gab es folgende Einrichtungen:
- vier Kindertagesstätten[11] mit 142 Plätzen und 96 Kindern
- eine Volksschule in Schernfeld mit neun Lehrern und 133 Schülern
- Walderlebniszentrum Schernfeld
- regelmäßige Veranstaltungen des katholischen Bildungswerkes im Landkreis Eichstätt in Schernfeld und in Schönfeld

## Persönlichkeiten
- Xaver Bittl (* 1943), Politiker (CSU), ehemaliger Landrat von Eichstätt
- Anna Knauer (* 1995), Radrennfahrerin[12]